# Базиліка Святої Крові
Базиліка Святої Крові (нід. Heilig-Bloedbasiliek, фр. Basilique du Saint-Sang) — це римо-католицька мала базиліка у Брюгге, Бельгія. Початково вона була збудована у 12-му сторіччі (між 1131 та 1157 роками) як каплиця резиденції графів Фландрії. У церкві зберігається шанована реліквія Святої Крові, за легендою зібраної Йосипом Ариматейським та привезеної зі Святої землі Тьєрі Ельзаським, графом Фландрії. Церкві було надано Папою статус малої базиліки 1923 року.
Базиліка розташована на Замковій площі та складається з нижньої та верхньої каплиці. Нижня каплиця, присвячена Василю Великому, є темною романською спорудою, яка залишилась з тих часів практично незмінною. Шанована реліквія знаходиться у верхній каплиці, яка була перебудована у готичному стилі у 16-му сторіччі та багато разів ремонтувалась та реконструювалась, у тому числі в 19-му ст. — у стилі неоготики.

## Історія
У 1134 році Тьєрі Ельзаський вирішив збудувати приватну каплицю поруч з нід. Oud Steen, першою резиденцією графів Фландрії, яка сьогодні використовується як ратуша Брюгге. Під час Другого хрестового походу Тьєрі вдруге вирушив у хрестовий похід 1147 року і за традиційними оповіданнями повернувся до своєї столиці Брюгге 7 квітня 1150 року з реліквією Найціннішої Крові. Назва каплиці була змінена на Каплицю Святої Крові вже у першій половині 13-го ст.

## Каплиця Василя Великого

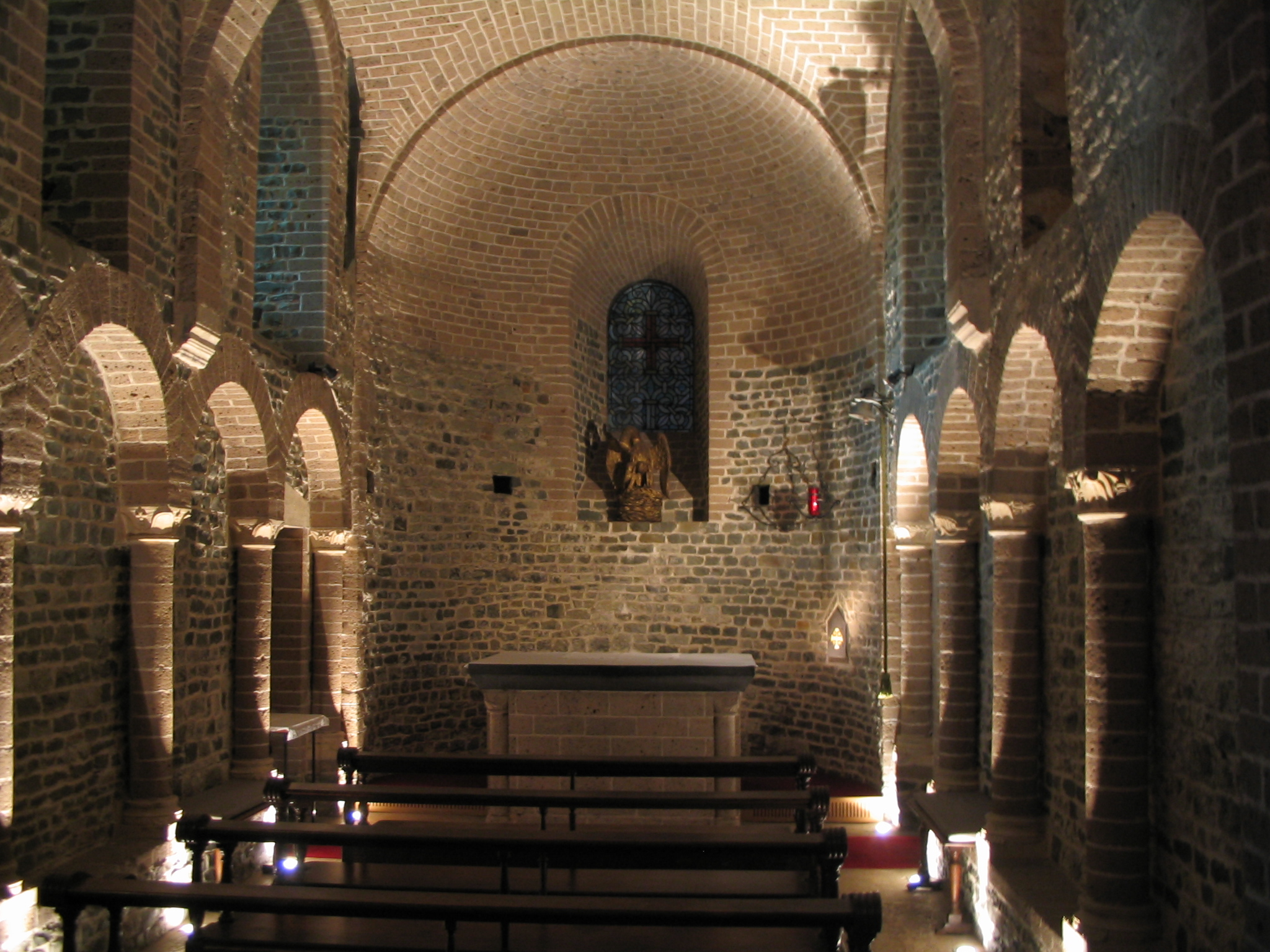
Романська каплиця Василя Великого

Каплиця Василя Великого є однією з найкраще збережених романських церков у Західній Фландрії. Збудована у 1134–1149 роках, каплиця присвячена Василю Великому, реліквію якого граф Роберт II Фландрський привіз з Кайсері у Каппадокії, Анатолія (сучасна Туреччина).
Каплиця складається з двох бокових нав та однієї центральної, яка продовжується хорами, що в свою чергу закінчуються напівкруглою апсидою. У тимпані над входом, який поєднує каплицю і прибудову, розташовано зображення хрещення Василя Великого, датоване 12-м сторіччям. У правій наві стоїть «сидяча Мадонна з Дитям» (Sedes Sapientiae) — дерев'яна поліхромна скульптура 14-го ст., а також дві шановані дерев'яні статуї «Ісус Христос на Холодному камені» та «Пієта», виконані бл. 1900 року, які щорічно виносять у процесії.
Зліва від хорів у 1504 році була прибудована каплиця Св. Іва, в якій зберігаються реліквії Василя Великого та блаженного Карла Доброго, графа Фландрії.

## Каплиця Святої Крові
Початково збудована у романському стилі, як і каплиця Василя Великого, верхня каплиця була перебудована у готичному стилі наприкінці 15-го сторіччя та у 1823. Від початкової романської каплиці збереглися вигнуті арки над входом у бокову каплицю Святого Хреста.

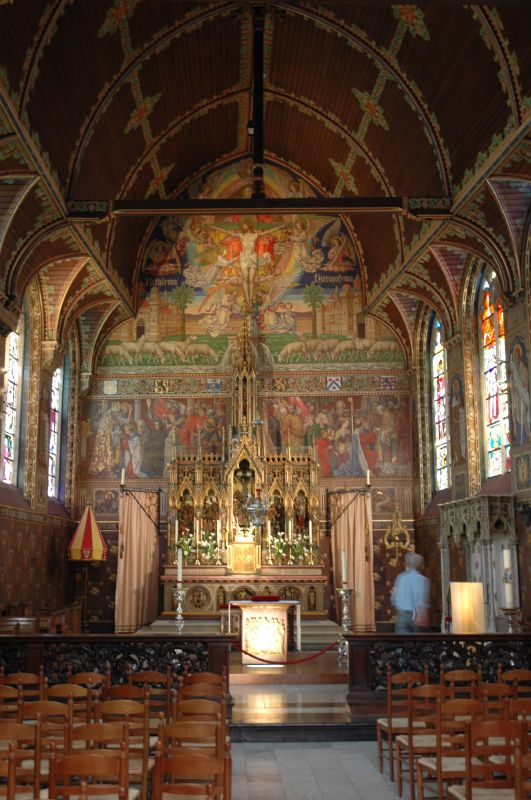
Головний вівтар базиліки Святої Крові.

Монументальні сходи до верхньої каплиці, які мають поширену назву «нід. De Steegheere», були збудовані у 1529–1533 роках у стилі пізньої готики та Відродження за кресленнями фламандського художника та архітектора Ланселота Блондееля, і прикрашені зовні статуями. Під час Французької революції сходи були сильно пошкоджені і 1832 року було вирішено пересунути їх на 4 метри назад та відбудувати після усунення руїн «Oud Steen». Позолочені бронзові статуї зображують ерцгерцогиню Ізабеллу Бургундську, Марію Бургундську, Тьєрі Ельзаського та Філіпа I Ельзаського, а на медальйонах зображені ерцгерцоги австрійські Альбрехт VII та Максиміліан III, Маргарет Йоркська та Сибілла Анжуйська, дружина Тьєрі та дочка короля Єрусалиму Фулько.
Декілька послідовних реконструкцій каплиці 19-го ст. надали їй поточний неоготичний аспект, з його характерними орнаментними фресками. Вітражі хорів датуються 1845 роком та зображують володарів графства Фландрія від Філіп II Сміливий, герцога бургундського, до австрійської ерцгерцогині Марії-Терезії, імператриці Священної Римської імперії.
Над перебудовою каплиці у неоготичному стилі працювали:
- Жан-Батіст Бетун
- Луї де ла Сенсері;
- Томас Харпер Кінг;
- Вільям Кертіс Бренгвін, батько Френка Бренгвіна
- Шарль де Вульф, міський архітектор Брюгге та переможець «Римської премії» 1887 року[6].

Кафедра у формі глобуса була створена 1728 року Генрі Пулінксом, натхненним її євангельським призначенням: «Ідіть у світ та проповідуйте слово боже» Mark 16:15.
Велика фреска з головним вівтарем була завершена 1905 року. У її верхній частині, «Таїнство Хреста» показує, як з Ісуса Христа іде кров, на фоні міста Вифлеєм, де він народився, та Єрусалиму, де помер. У нижній частині зображено історію перевезення реліквії з Єрусалиму до Брюгге: зліва Тьєрі Ельзаський отримує реліквію від короля Єрусалиму Балдуїна II; справа він передає реліквію священику, стоячи на колінах поруч з дружиною Сибіллою Анжуйською.

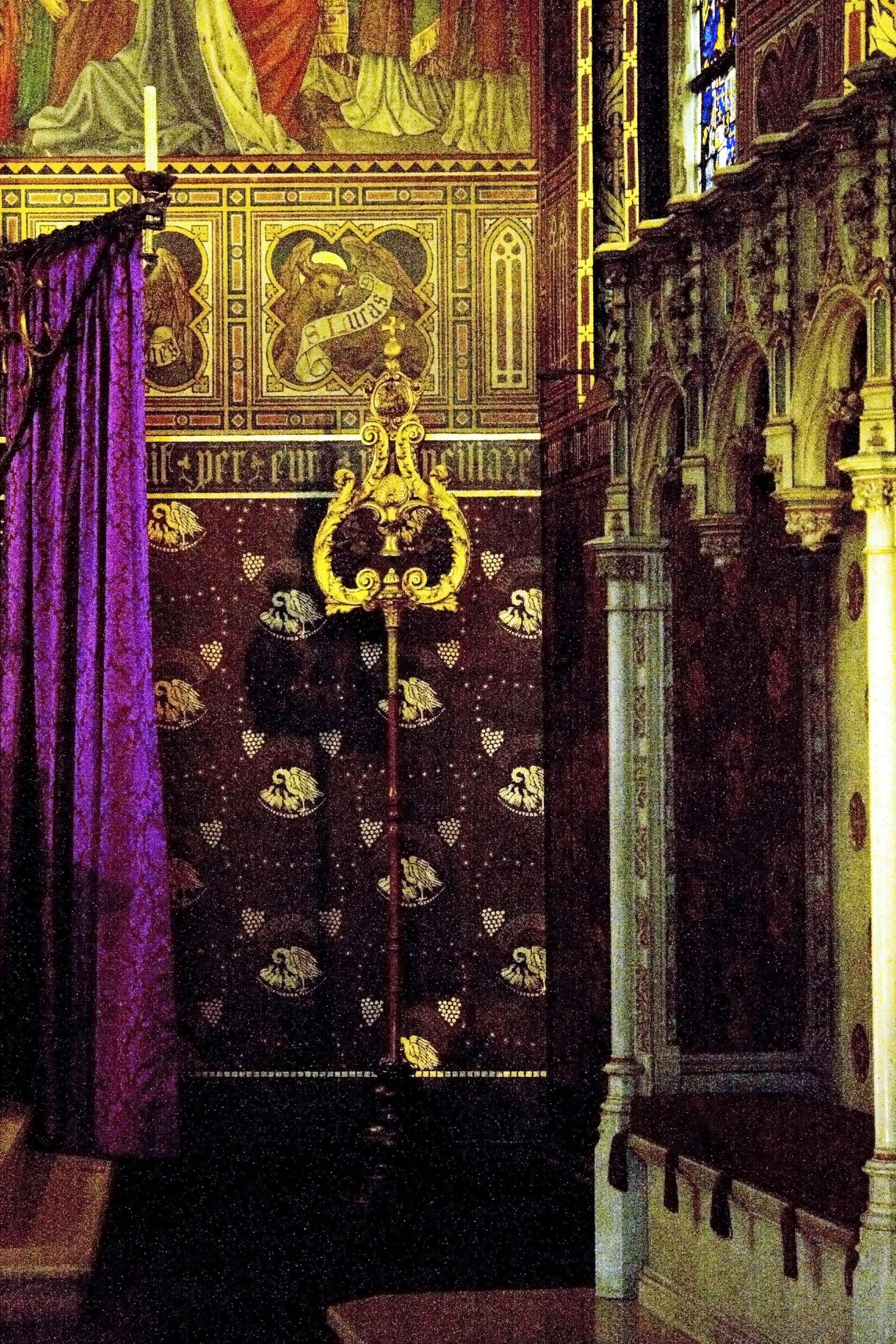
Тінтіннабулум базиліки Святої Крові (по центру)

Головний (високий) вівтар, який сьогодні використовується для євхаристії, прикрашений алебастровим рельєфом початку 17-го сторіччя на якому зображена «Таємна Вечеря». Поряд з вівтарем виставлені типові атрибути базиліки —  тінтіннабулум, маленький процесійний дзвін, та умбракулум, парасоля від сонця з жовтого та червоного шовку.
Бароковий вівтар з білого мармуру у боковій каплиці з реліквіями був завершеним 1751 Лореном Делво. Реліквія зберігається у величному срібному табернаклі роботи місцевого ювеліра Франсуа Райландта (1709–1774), на якому зображено «Агнця Христового». Справа від вівтаря висить картина Якоба ван Ооста про зняття з хреста.

## Реліквія Найціннішої Крові

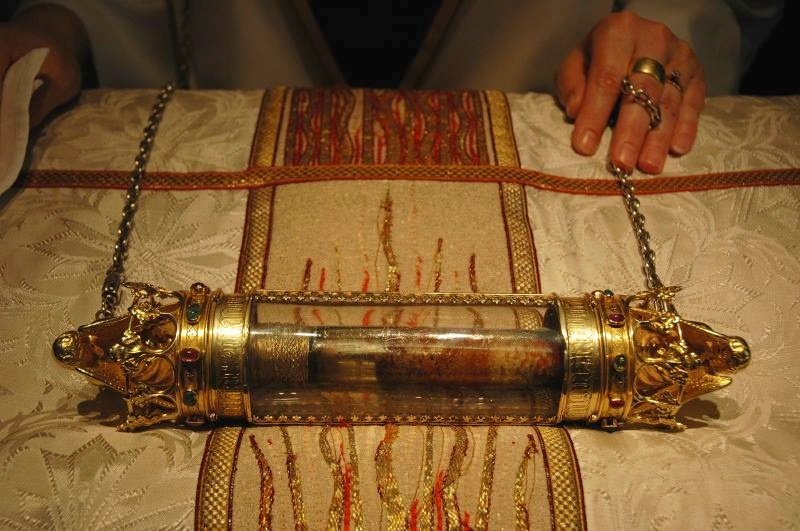
Реліквія Святої Крові, Брюгге.

Базиліка найкраще відома як місце зберігання шанованого фіалу, в якому за оповідями міститься тканина з кров'ю Ісуса Христа.
Хоча сама Біблія ніде не говорить про те, що кров Христа збереглася, одне з апокрифічний евангелій стверджує, що Йосип Ариматейський зберіг Найціннішу Кров, коли омивав тіло Христа. Щоденне творення Крові Христової під час меси було центральним у релігійному житті Середньовіччя в Європі.
Популярна легенда стверджує, що фіал був привезений у Брюгге під час Другого хрестового походу 1147–1149 років Тьєрі Ельзаським, який повернувся з Єрусалиму з реліквією Святої Крові, подарованою йому його зятем Балдуїном III Єрусалимським в ролі нагороди за його значні послуги.  Однак останні дослідження не знайшли доказів перебування реліквії у Брюгге до 1250-х років. Швидше за все, реліквія походить з пограбування Константинополя 1204 року армією графа Фландрії Болдуїна IX під час Четвертого хрестового походу. З того часу, фіал відігравав значну роль у релігійному житті міста.. Папа Климент V видав папську буллу 1310 року, яка давала індульгенції паломниками, що відвідували каплицю для споглядання реліквії.
Останні дослідження також показали, що фіал зроблений з гірського кришталю у 11-му чи 12-му ст. та спочатку був візантійським флаконом для парфумів, створеним десь поблизу Константинополя. З часу його прибуття до Брюгге, його ні разу не відкривали; його горло обмотано золотою ниткою та запечатано червоним воском. Фіал вкладений у золотий циліндр зі скляним верхом, закритий з обох кінців геральдичними коронами, прикрашеними ангелами. На циліндрі гравірована дата «MCCCLXXXVIII die III maii» (3 травня 1388 р.).
Реліквію виносять на публіку щотижня у п'ятницю та кожен день протягом двох тижнів перед Вознесінням.

## Процесія Святої Крові
Релікварій, який використовують під час процесії, демонструється у музеї базиліки. Рака була зроблена у Брюгге 1617 року ювеліром Яном Краббе з 30 кг золота та срібла та більш ніж 100 одиниць дорогоцінного каміння. Вона має вигляд шестикутного ящика, прикрашеного дорогоцінним каміннями, зверху якого стоять золоті статуї Ісуса Христа, Діви Марії, Святого Донатіана (покровителя Брюгге) та Святого Валися Великого.

## Jeu du Saint Sang
«Jeu du Saint Sang» — це бельгійська містерія, що представляє пристрасті господні, яка виконувалась у Брюгге. Її було вперше надруковано у 1938 року.

## У популярній культурі
У фільмі 2008 року «Залягти на дно в Брюгге», Брендан Глісон у ролі Кена відвідує реліквію Святої Крові. Однак зйомок у базиліці не було — для зображення базиліки у фільмі була використана приватна Єрусалимська церква (нід. Jerusalemkerk) Брюгге, збудована у 15-му сторіччі відповідно до планів Храму Гробу Господнього в Єрусалимі.

## Галерея

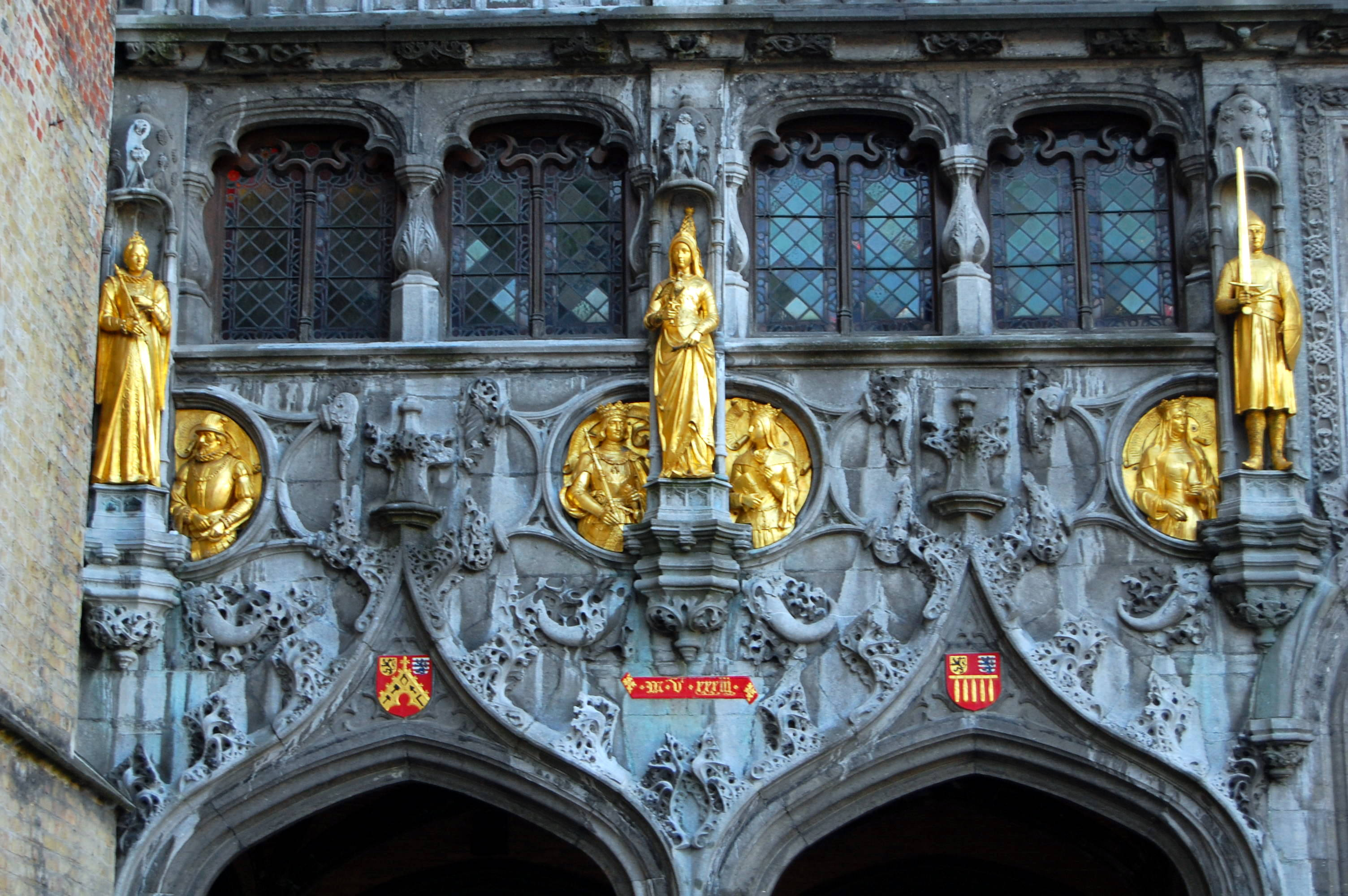
Деталь входу до базиліки
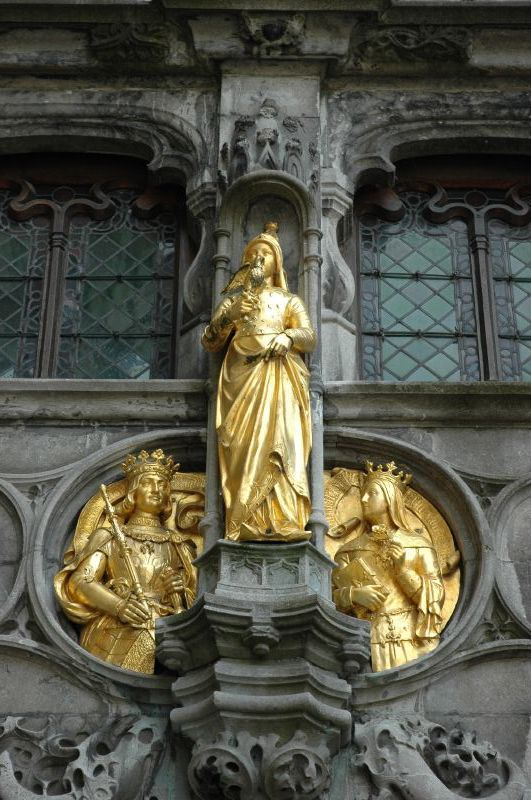
Деталь сходів до базиліки
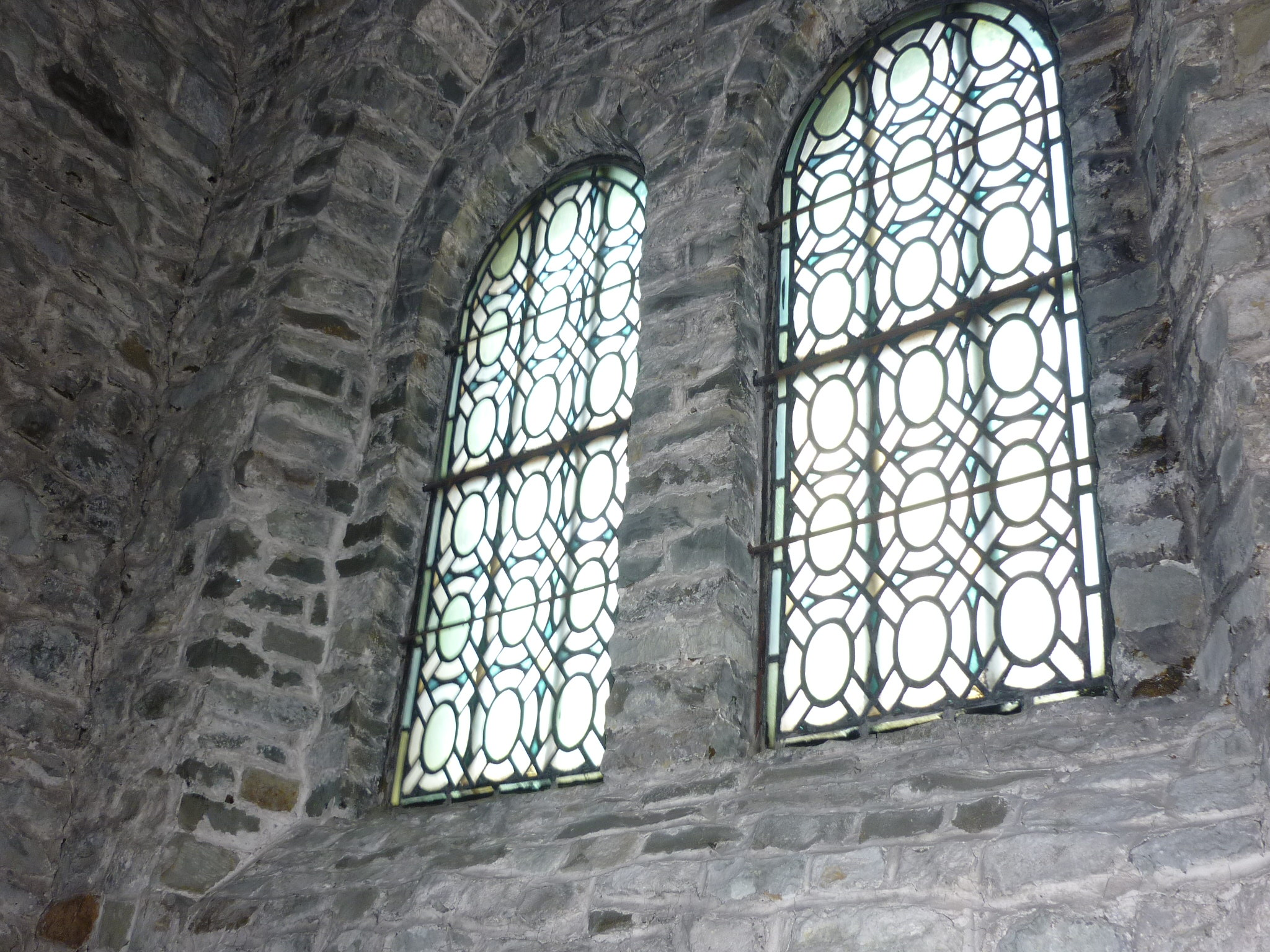
Вітражі на сходах
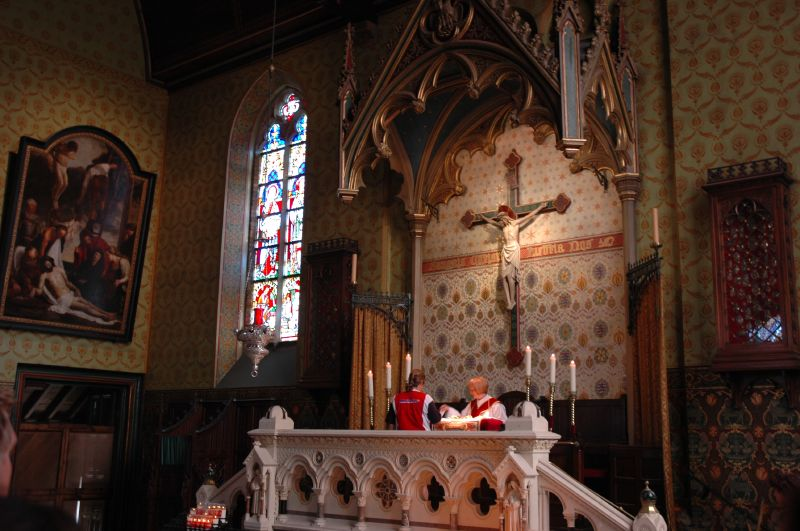
Боковий вівтар, на якому реліквію Найціннішої Крові демонструють вірянам.
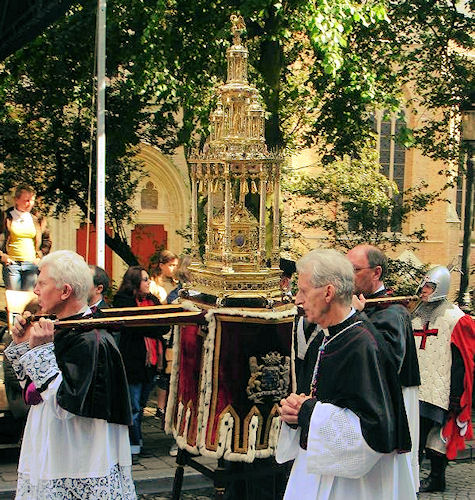
Реліквія Святої Крові під час процесії Святої Крові
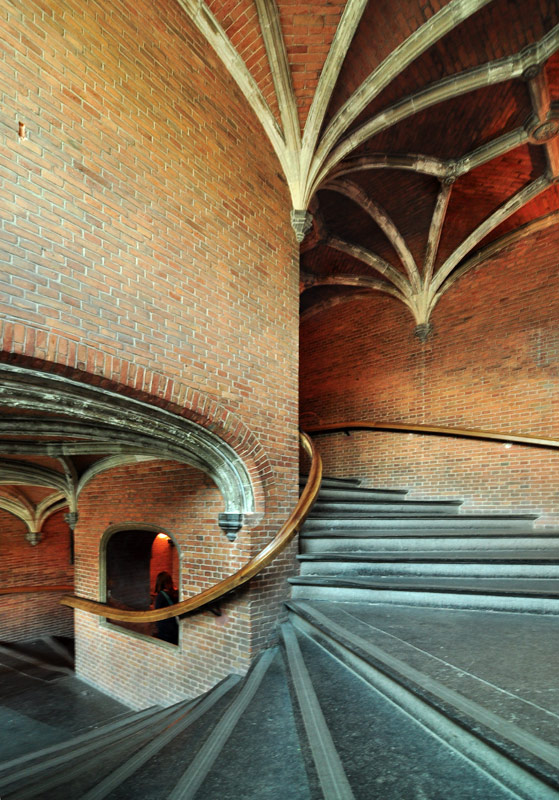
Сходи базиліки
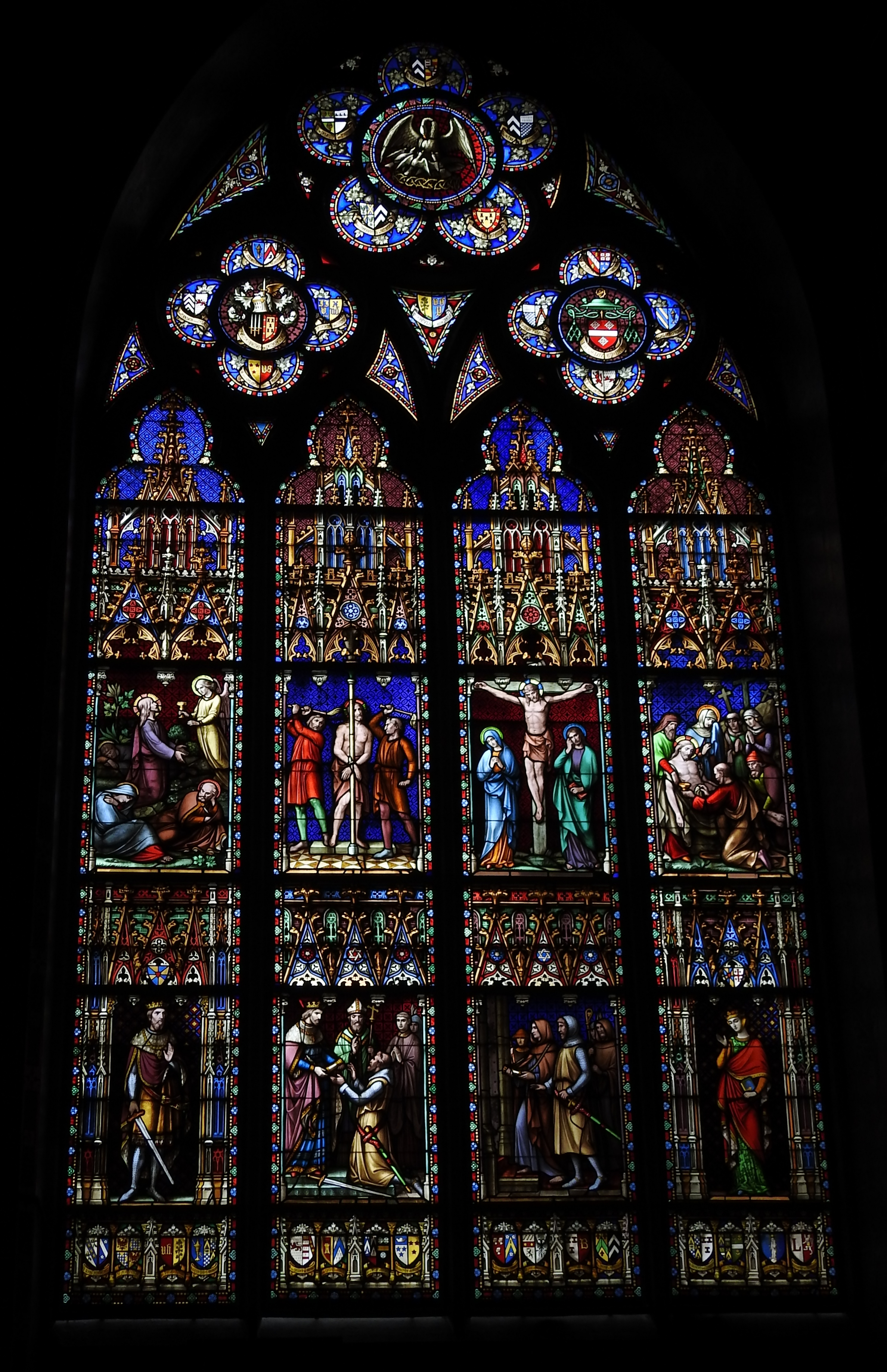
Великий вітраж у каплиці Святої Крові
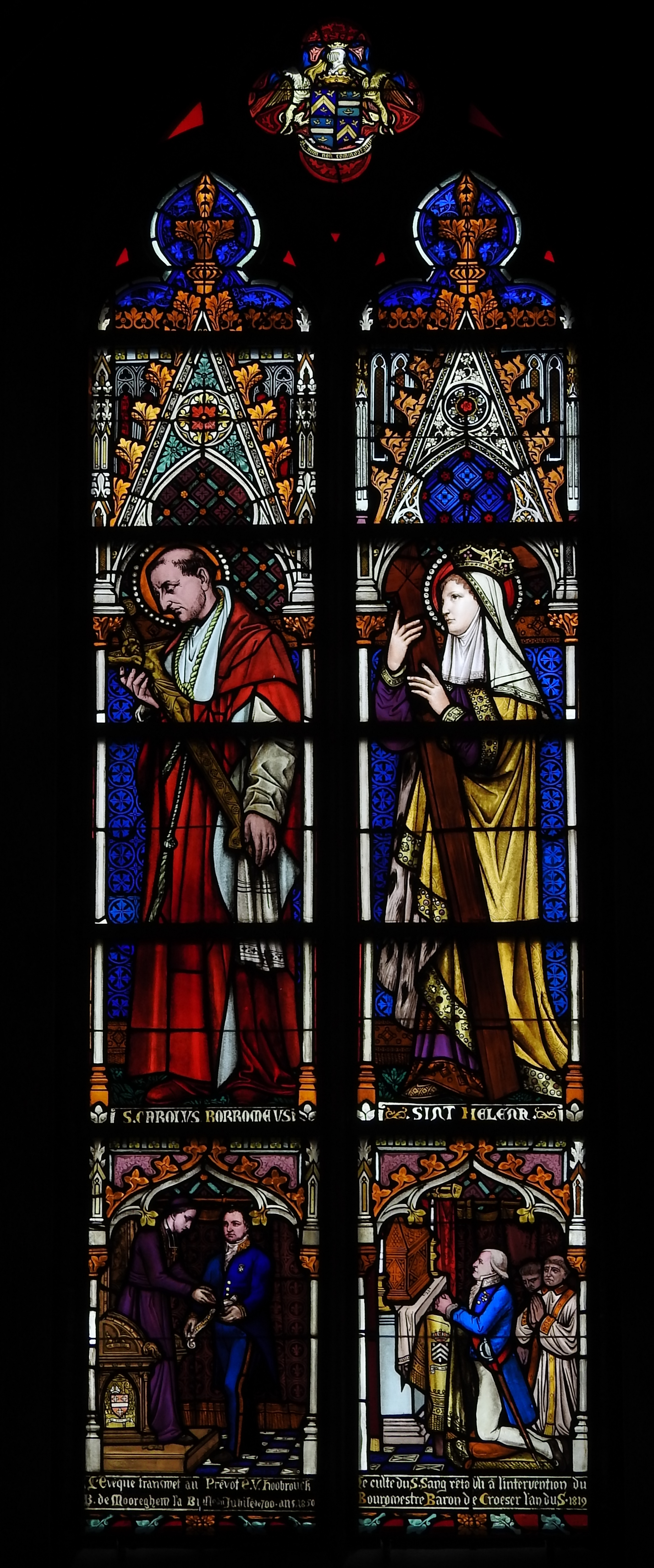
Малий вітраж у каплиці Святої Крові.